# Бороец
Бороец (Боровец, Боровац, мкд. Бороец) је насеље у Северној Македонији, у западном делу државе. Бороец припада општини Струга.

## Географија
Насеље Бороец је смештено у западном делу Северне Македоније, близу државне границе са Албанијом (7 km западно од насеља). Од најближег града, Струге, насеље је удаљено 16 km северно.
Бороец се налази у историјској области Дримкол, која се обухвата северну обалу Охридског језера, око истока Црног Дрима из језера. Насеље је смештено на источним падинама планине Јабланица. Источно се тло спушта у клисуру Црног Дрима, где је образовано вештачко језеро Глобочица. Надморска висина насеља је приближно 940 метара.
Клима у насељу, и поред знатне надморске висине, има жупне одлике, па је пре умерено континентална него планинска.

## Историја Срба у месту
За време властелина Баошића пренета је ту наспрам села, из Охрида столица епископа. Епископија који је основао Свети Сава звана "Дебрцка" имала је своје место у граду Ђурђа Баошића. Када су Османски Турци дефинитивно завладали тим простором, епископ се преместио у варошицу Дебар или "Дибру" тадашњу. Села припадајућа тзв. Дебрце - две са 17 српских села припојили су административно Охриду. Средином 19. века помињу се на брегу развалине те "Бискупије" и самог "града Ђурђа Баошића".
У месту је између 1850-1874. године радила српска народна школа. Уследио је прекид до новог отварања 1889. године.
Купио је књигу Пуљевског - речник од четири језика објављену 1873. године, Божо Д. Стојановић из места.
Поводом смрти брата Ђорђа из Боровца 1890. године, приредио је његов брат Коста Шуменковић парастос крајем 1890. године у београдској Вазнесенској цркви.
За њихов родни крај наводи Коста, старо предање: "У дивној и прекрасној бившој прастарој српској Нецкој жупи, коју је наш свети краљ Стефан Војислав Драгомиров Дрвановић XXXI по победи над Цариграђанима 1036. године, уступио свом најстаријем сину краљевићу Гојиславу, за показану храброст у тој борби."
Ђорђе Шуменковић је био рођен 1821. године, од родитеља Атанасија и Јане (из Његуша солунског) у Боровцу. Цркву сеоску православну су подигли супружници Атанасије и Јана Шуменковић, са својим сељанима 1833-1836. године. Ту цркву посвећену празнику Успењу Пресвете Богородице, опремали, доправљали и украшавали касније њихови синови Шуменковићи, Ђорђе, Јован и Коста. Сложна браћа су заједно изградили и српску основну школу 1869. године. У једном извештају се наводи да ради српска основна школа у месту у периоду 1868-1874. године.
У месту су до 1896. године биле развалине друге цркве, посвећене Св. Атанасији. Ту се налазила једна кућица дашчара у којој је сваког празника палио кандило учитељев отац, Танасије Танасковић. Браћа Шуменковићи су кренули њену обнову; Косту су заступали Јован и Ђорђе. Обезбедили су почев од 1889. године сву грађу да се гради из темеља прастара српска црква, и само су чекали ферман од Султана, да се крене градња. Ђоко је стално бринуо око градње, чији се почетак одужио као и због укупне неповољне ситуације за Српство, па се разболео и умро, не дочекавши завршетак тог благословеног посла. Између 1896-1900. године мајстор Митар Поповић из места Јабланице завршио је сав посао. Радио је и дрворез на иконостасу на крају. Нови свештеник је постао 1900. године Матеја Шуменковић, бивши учитељ који је 11 година провео у Јабланици. Он је претходно рукоположен у цркви Св. Ђорђа у Ресену.
Турци су 1890. године ухапсили Србина тамошњег учитеља Богдана Танасковића, по пријави Бугара.
На великом протесном скупу Србо-Македонаца у Београду 1890. године патриотски говор је одржао, залажући се за отпор бугарским владикама егзархистима, Антон Поповић, Србин из Боровца.
Ту се родио 1829. године Коста Шуменковић, српски родољуб и трговац, син Атанасија и Јане. Коста је најзаслужнији као најбогатији од браће, за отварање у свом родном месту српске школе 1869. године. Први учитељ је био Станко Лазаревић, до 1873. године, када прелази у Дебар.
Боровац је 1900. године место насељено Србима у нахији Струшкој, кази Охридској у којем има 170 кућа. Ту су тада развалине српске православне цркве Св. Атанасија. Званично је отворена српска школа царском дозволом из 1897. године. Њен "мутевелија" (управник) био је мештанин Кузман Наумовић, а учитељ Богдан Атанацковић. Домаћин школске славе 1899. године био је Анђелко С. Шуменковић. Дворазредну школу са забавиштем похађа 1900. године 43 ђака. Када је прослављена те године школска слава Савиндан, кум славе био је домаћин трговац Петар Стојановић (бивши учитељ!), а светосавску беседу одржао Богдан Атанацковић учитељ. Учитељ Богдан је покренуо оснивање месног Школског фонда.

## Становништво
Бороец је према последњем попису из 2002. године имао 629 становника.
Етнички састав:
| Националност | укупно    |
| Македонци    | 193 (31%) |
| Албанци      | 74 (12%)  |
| Турци        | 175 (28%) |
| остали       | 187 (30%) |

Већи део становништва чине Муслимани македонског порекла, тзв. Торбеши.
Већинска вероисповест је ислам, а мањинска православље.

## Познате личности
- Коста Шуменковић, делатник Српске акције у Македонији;
- Протојереј Матеја Шуменковић, делатник Српске акције у Македонији.